# Asa Hutchinson
William Asa Hutchinson (født 3. december 1950 i Bentonville, Arkansas) er en amerikansk politiker, der var guvernør for den amerikanske delstat Arkansas fra 2015 til 2023. Han er medlem af det Republikanske Parti.
Hutchinson blev indsat som guvernør den 13. januar 2015. Han blev valgt første gang den 4. november 2014, og genvalgt 6. november 2018.
2. april 2023 annoncerede Hutchinson at han vil stille op til præsidentvalget i USA 2024 for Republikanerne.